# Uxío Novoneyra

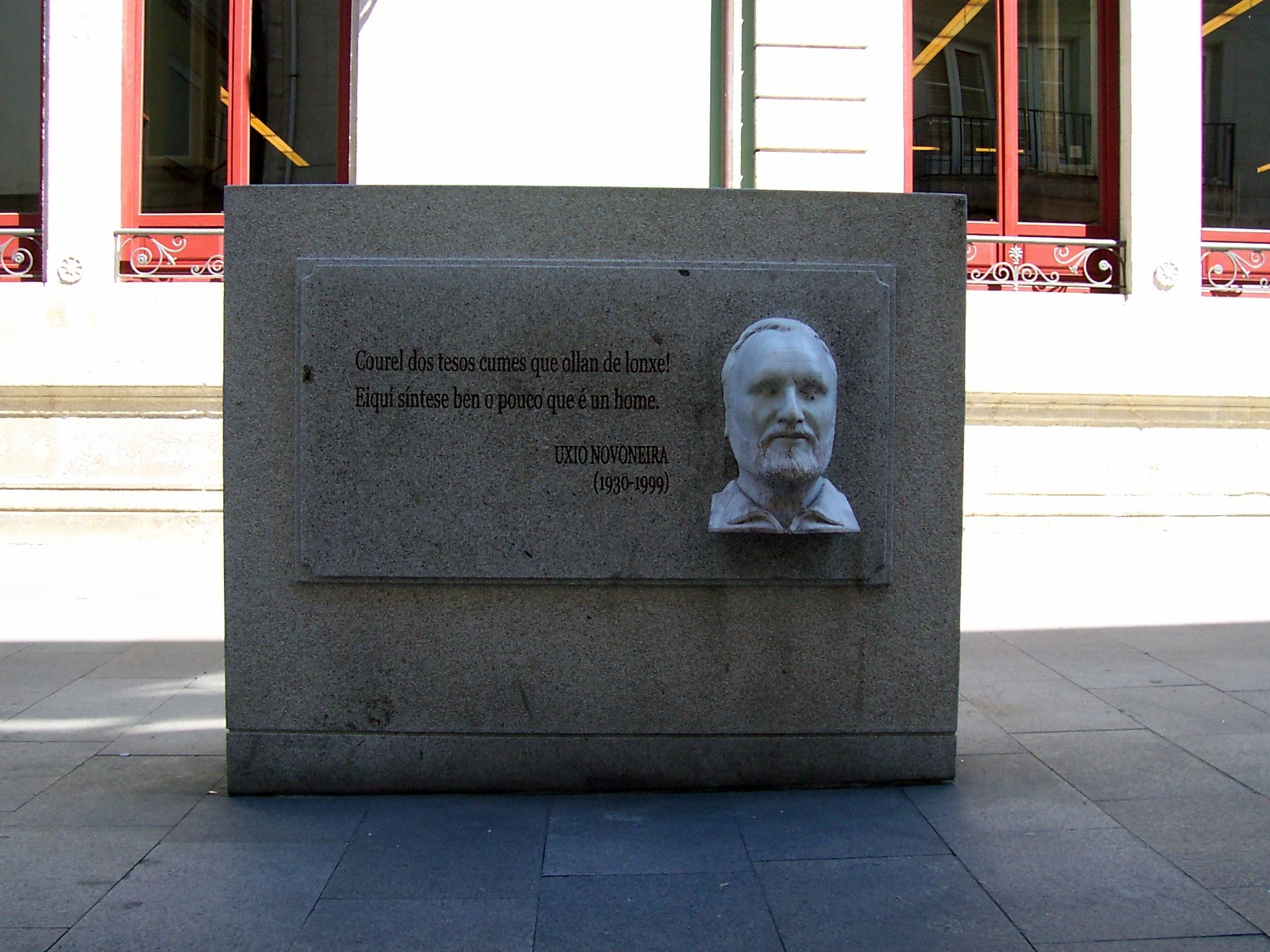
Monument a Uxío Novoneyra a la plaça Major de Lugo.

Uxío Novo Neira (Seoane do Courel, 19 de gener de 1930 - Santiago de Compostel·la, 30 d'octubre de 1999), més conegut com a Uxío Novoneyra, fou un poeta i escriptor de contes infantils gallec. Fill d'una família de llauradors, va començar a escriure poesia mentre estudiava batxillerat a Lugo. Després es va traslladar a Madrid per a estudiar Filosofia i Lletres. En 1951 regressa a Galícia i inicia les seves publicacions en gallec. En 1962 torna a Madrid i treballa en programes de ràdio i TV. Es va casar en 1973 amb Elva Reyi, amb qui va tenir tres fills. En 1983 s'establix definitivament en Santiago de Compostel·la, ciutat en la qual va exercir el seu càrrec de president de la Asociación de Escritores en Lingua Galega, fins a la seva mort en 1999. En els seus poemes, manifesta el seu compromís nacionalista i marxista sense descurar la forma poètica.

## Obra
- Abrojos (1948)
- Os eidos (1955), Vigo, Edicións Xerais de Galicia, 84-7507-455-3
- Os eidos 2. Letanía de Galicia e outros poemas (1974), Vigo Ed. Galaxia 84-7154-221-8
- Poemas caligráficos (1979) Madrid, Brais Pinto, ISBN 84-85171-05-5
- Libro do Courel (1981)
- Muller pra lonxe (1987) Lugo, 84-505-4535-8
- Do Courel a Compostela 1956-1986 (1988) Santiago de Compostel·la, Sotelo Blanco 84-86021-80-4
- O cubil de Xabarín (1990) Madrid, Edelevives : 84-263-1956-4
- Tempo de elexía (1991) Oleiros, Vía Láctea 84-86531-58-6
- Gorgorín e Cabezón (1992) Madrid, Edelvives, 84-263-2170-4
- Poemas de doada certeza i este brillo premido entre as pálpebras (1994) La Corunya, Espiral Maior 84-88137-39-7
- Betanzos: Poema dos Caneiros e Estampas (1998)
- Dos soños teimosos Noitarenga (1998) Santiago de Compostel·la, Noitarenga, 84-921096-5-3
- Ilda, o lobo, o corzo e o xabarín (1998) Saragossa, Edelvives, 84-263-3727-9
- Arrodeos e desvíos do Camiño de Santiago e outras rotas (1999) La Corunya, Hércules Ediciones, 84-453-2306-7